# FluMist
FluMist es el nombre comercial de una vacuna en espray nasal contra la influenza, fabricado por MedImmune y siendo puesta al mercado en el 2003. Es la primera y hasta ahora (2007) la única vacuna a base de un virus atenuado, disponible fuera de Europa e igualmente conocido como vacuna de virus atenuado de la influenza (VVAI).

## Grupos de uso recomendable
Se ha demostrado que la vacunación es una medida económicamente efectiva para tratar la influenza estacional y la pandemia de influenza. En Canadá, el Comité Nacional de Inmunización, recomienda que todas las personas de entre 2 y 64 años reciban una dosis anual y que los bebes de entre 6 y 24 meses, junto con sus contactos cercanos, sean considerados como de alta prioridad en la vacunación. 

## Grupos de uso no recomendable
Hay personas que no deben utilizar la vacuna nasal FluMist:
- Menores de 2 y mayores de 50 años.
- Personas en condiciones médicas que los ubica en un elevado riesgo de sufrir complicaciones por influenza, incluyendo a aquellos con padecimientos crónicos del corazón y los pulmones.
- Personas en condiciones médicas de diabetes, sistema inmunitario suprimido o que toman medicamentos que producen este efecto.